# Альтер, Пинхас Менахем
Пинхас Менахем Альтер известен также под именем Пней Менахем (3 июля 1926 года, город Фаленица (сегодня часть дзельницы Вавер, Варшава), Польша — 7 марта 1996 года, Иерусалим, Израиль) — шестой цадик из хасидской династии Гер с 1992 года по 1996 год.

## Биография
Пинхас Менахем Альтер родился 9 июня 1926 года в городе Фаленица (сегодня — часть дзельницы Вавр в Варшаве) в семье раввина Авраама Мордехая Альтера, который был третьим цадиком из хасидской гурской династии. Пинхас Менахем Альтер был единственным ребёнком второго брака Авраама Мордехая с его племянницей Фейгой Минче Бидерман. У Пинхаса Менахема было четыре единокровных брата и две единокровных сестры от первого брака Авраама Мордехая Альтера, среди которых были четвёртый цадик раввин Исраэль Альтер и пятый цадик Симха Буним Альтер.
Пинхас Менахем Альтер отпраздновал бар-мицву во Владимире-Волынском на Украине до начала Второй мировой войны в 1939 году. В 1940 году вместе с отцом перебрался в Палестину. После войны он женился на своей двоюродной племяннице Ципоре Альтер.
В 1957 году Пинхас Менахем Альтер возглавил гурскую иешиву Сфас-Емес в Иерусалиме и стоял во главе неё до смерти своего брата Симхи Бунема в 1992 году.
Раввин Пинхас Менахем Альтер стал преемником своего брата Симхи Бунима Альтера в 1992 году. Его преемником в Рош-иешиве стал его сын Шауль Альтер.
Во время своего пребывания на посту цадика гурских хасидов Пинхас Менахем Альтер продолжил политику своих единокровных братьев предшественников Симхи Бунима и Исраэля, активно участвуя в деятельности партии Агудат Исраэль и продвигая хасидские интересы в израильском Кнессете. Он достиг сближения с представителями нехасидских иудеев-ашкенази, в частности с лидером партии Дегель ха-Тора раввином Элиэзером Менахеном Шахом. Вместе они создали коалицию Яхадут ха-Тора.
Пинхас Менахем Альтер умер 7 марта 1996 года, пробыв цадиком гурских хасидов меньше четырёх лет. Был похоронен рядом со своим отцом во дворе иешивы Сфат-Эмэ́т ("Язык правды") в Иерусалиме.
Преемником гурских хасидов после смерти Пинхаса Менахема Альтера стал его племянник сын пятого цадика раввина Симхи Бунима Альтера Арье Яаков Альтер.